# Unió de Partits de Dreta (Israel)
La Unió de Partits de Dreta (hebreu: איחוד מפלגות הימין‎) fou una coalició política d'Israel entre els partits La Llar Jueva, Tkuma i Otzma Yehudit. Es va crear amb la intenció de participar en les eleccions legislatives d'Israel d'abril de 2019 després que el Primer Ministre Binyamín Netanyahu insistí a La Llar Jueva d'acceptar Otzma Yehudit com a part de la seva llista per a evitar la pèrdua de vots del bloc de dretes, atès que els partits que no arriben al 3,25% dels vots no obtenen representació. El Primer Ministre els oferí les carteres d'educació i habitatge del seu futur govern a canvi d'aquest pacte. La ideologia dels partits que integren la coalició va de la dreta a l'extrema dreta sionista religiosa. En aquesta coalició hi són presents els seguidors de del rabí Meir Kahane, antic líder del Kach, que considerava que els àrabs i tots els no jueus d'Israel eren enemics de l'Estat, que calia deportar els palestins i substituir el Govern per una estructura teocràtica.
En les eleccions d'abril de 2019 aconseguiren cinc escons. Després d'anunciar-se que les eleccions s'haurien de repetir per no haver aconseguit investir un primer ministre, el partit Otzma Yehudit anuncià que deixava la coalició i que intentaria altres aliances. Posteriorment, s'uniren a la Nova Dreta per a presentar-se conjuntament a les eleccions de setembre de 2019 en la coalició Yamina.

## Líders
| Líder | Líder | Líder       | Inici | Final |
| ----- | ----- | ----------- | ----- | ----- |
|       |       | Rafi Peretz | 2019  | 2019  |

## Resultats electorals a la Kenésset
| Elecció    | Líder       | Vots    | %     | Escons  | +/– | Estatus       |
| ---------- | ----------- | ------- | ----- | ------- | --- | ------------- |
| Abril 2019 | Rafi Peretz | 159.468 | 3,70% | 5 / 120 | =   | Es repeteixen |

Després d'aquestes eleccions d'abril de 2019, Otzma Yehudit (que no tenia cap escó) abandonà la coalició i els dos restants partits s'integraren a la coalició Yamina.